# Jugendmigrationsdienst

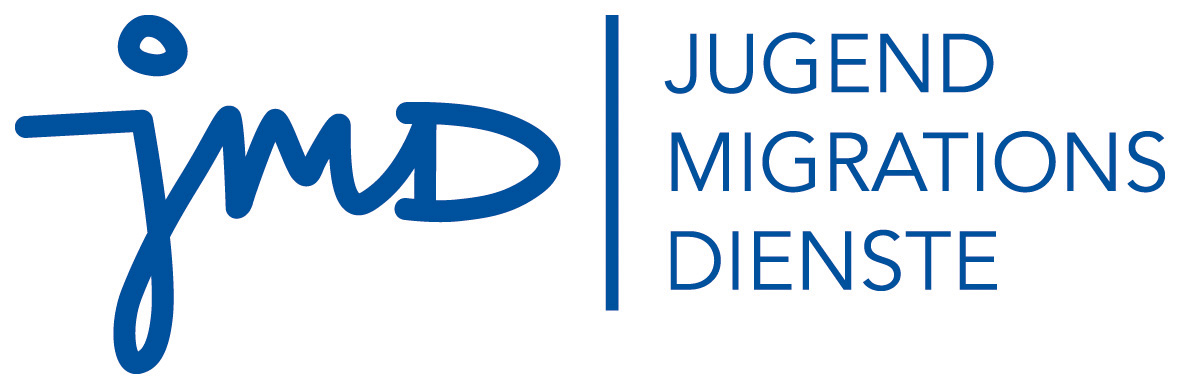
Logo des Servicebüro Jugendmigrationsdienste

Die Jugendmigrationsdienste (JMD) unterstützen junge Menschen mit Migrationshintergrund im Alter von 12 bis 27 Jahren mittels individueller Angebote und professioneller Begleitung bei ihrem Integrationsprozess in Deutschland. Sie werden gefördert vom Bundesministerium für Familie, Senioren, Frauen und Jugend (BMFSFJ).

## Trägerstrukturen
Die Jugendmigrationsdienste sind in folgenden Trägergruppen untergliedert:
- Arbeiterwohlfahrt (AWO)
- Bundesarbeitsgemeinschaft Evangelische Jugendsozialarbeit[1]
- Bundesarbeitsgemeinschaft Katholische Jugendsozialarbeit[2]
- Arbeitsgemeinschaft der Freien Trägergruppe
  - Internationaler Bund[3]
  - Deutsches Rotes Kreuz (DRK)
  - Der Paritätische Gesamtverband

Deutschlandweit existieren etwa 500 Jugendmigrationsdienste (früher Jugendgemeinschaftswerke), die jungen Menschen mit Migrationshintergrund bei integrationsbedingten Problemen begleitend zur Seite stehen.

## Konzeption der Arbeit der Jugendmigrationsdienste
Seit 2004 sind diese Einrichtungen unter der neuen Bezeichnung „Jugendmigrationsdienste“ weiterentwickelt und den Erfordernissen an eine moderne Integrationspolitik angepasst worden. Die in Kooperation mit den Trägern entwickelten Arbeitsgrundsätze und Rahmenkonzepte wurden Grundlage des Bewillungsbescheids für die Jugendmigrationsdienste.

### Einzelfallbegleitung
Mit dem Inkrafttreten des Zuwanderungsgesetzes im Jahre 2005 veränderte sich die Arbeit der Jugendmigrationsdienste erneut, da seither die Begleitung der jungen Neuzuwanderinnen und Neuzuwanderer vor, während und nach den Integrationskursen auf der Grundlage des Zuwanderungsgesetzes von den Jugendmigrationsdiensten wahrzunehmen ist.
Zur Verbesserung der Integrationschancen liegt der Schwerpunkt der Integrationsarbeit entsprechend den Grundsätzen zur Durchführung und Weiterentwicklung des Programms 18 im Kinder- und Jugendplan des Bundes (KJP) „Eingliederung Junger Menschen mit Migrationshintergrund“ vom 1. Januar 2005 vorrangig bei der individuellen Begleitung der nicht mehr schulpflichtigen jungen Neuzuwanderinnen und Neuzuwanderer im Wege des Case Managements.
Mit den Jugendlichen wird ein individueller Förderplan entwickelt, es werden ihnen passgenaue lokale Angebote empfohlen und sie werden bei Bedarf unter anderen an die Arbeitsagenturen, bzw. Arbeitsgemeinschaften nach dem SGB II weitervermittelt. Die entsprechenden „Gemeinsame Handlungsempfehlungen des Bundesministeriums für Familie, Senioren, Frauen und Jugend und des Bundesministeriums für Arbeit und Soziales bezüglich der Schnittstellen und der Aufgabenverteilung zwischen den Jugendmigrationsdiensten und den Leistungsträgern nach SGB II / III“ ist auf der Website des BMFSFJ eingestellt.

### Gruppenarbeit
Diesen Integrationsauftrag erfüllen die Jugendmigrationsdienste neben der Einzelfallbegleitung vor allem mit jugendgemäßen Angebotsformen der Gruppenarbeit
- Jugendarbeit im offenen Treff
- Kurse und Kursreihen mit Jugendbildungsangeboten
- interkulturelle Trainings
- Heranführen an IT-Technik
- Ergänzende Angebote zum Spracherwerb
- Sportangebote

### Netzwerkarbeit
- die Vermittlung in Angebote für zugewanderte junge Menschen im örtlichen Netzwerk und Mitarbeit bei der Weiterentwicklung dieser Netzwerke
- die Initiierung und das Management von anderweitig geförderten Integrationsangeboten für junge Menschen mit Migrationshintergrund

### Interkulturelle Öffnung
- die Initiierung und Begleitung der interkulturellen Öffnung von Diensten und Einrichtungen in öffentlicher und freier Trägerschaft sowie der Netzwerkpartner
- Coaching von interkulturellen und multikulturellen Angeboten

### Weitere Arbeitsfelder
- Entwicklung und Begleitung von gemeinwesen- und sozialraumorientierten Angeboten zur Förderung von Demokratie und Toleranz
- Förderung ehrenamtlichen Engagements
- Interkulturelle Online-Beratung[5]